# Un'estate in Scozia
Un'estate in Scozia è un film televisivo del 2012, diretto da Michael Keusch.
Il film è l'ottavo episodio della serie di film Ein Sommer in ..., una serie che si svolge in diverse località del mondo.

## Trama
Da poco divorziata, Monika viene invitata dalla madre in un viaggio nel nord Europa. Trovatasi in compagnia di soli anziani, dopo tre giorni Monika fugge e si dirige in Scozia alla ricerca del suo primo amore, Angus Sinclair, divenuto nel frattempo un ricco produttore di whisky. La donna attira però anche l'attenzione del fotografo giramondo Richard Travis. La donna si ritroverà a dover decidere fra due uomini molto diversi tra loro.

## Distribuzione
Il film è stato trasmesso per la prima volta in Austria su ORF 2 il 26 settembre 2012. Quattro giorni dopo è stata trasmessa per la prima volta in Germania su ZDF.
Il film è uscito in DVD il 12 ottobre dello stesso anno.